# Barragem de Odivelas
A Barragem de Odivelas fica situada no Baixo Alentejo, no Município de Ferreira do Alentejo, perto da localidade de Odivelas. Construída sobre o leito da Ribeira de Odivelas, esta barragem entrou em funcionamento em 1972. A água aqui armazenada é usada principalmente para irrigação.
Nas suas proximidades está a Albufeira de Alvito, a montante na Ribeira de Odivelas.

## Exploração
A exploração da barragem deu-se em 1974 pela Direcção Geral dos Recursos Naturais, através da Brigada de Exploração de Conservação do Aproveitamento Hidroagrícola de Odivelas. Em 16 de Março de 1991 a sua gestão foi transferida para a Associação de Beneficiários da Obra de Rega de Odivelas (ABORO).

## Descrição
O paredão tem 500 m de comprimento e 55 m de altura, e apresenta uma capacidade de armazenamento de cerca de 96 mil x 103 m³.
A barragem é utilizada principalmente para o abastecimento de água a campos agrícolas, numa área conhecida como perímetro de rega de Odivelas. Também tem fins turísticos, contando com uma praia fluvial com vários equipamentos de apoio. Nas imediações existe igualmente o parque de campismo Markádia.

## História
Em meados da década de 1980 foi instalado o parque de campismo Markádia.
Por volta de 2000, a Câmara Municipal de Ferreira do Alentejo criou uma praia fluvial na albufeira da barragem. Porém, logo em 2001 foram registados problemas de saúde entre os banhistas, devido ao grande número de sanguessugas, que provocavam reacções alérgicas. Em Junho de 2005, a autarquia anunciou que a praia fluvial foi encerrada devido à descida no nível das águas da albufeira, tendo o então presidente da câmara, José Santos, explicado que esta situação foi causada pela acentuada dominuição na pluviosidade desde Outubro de 2004. Segundo o autarca, a falta de água «cria problemas na sua qualidade», além que o acesso à água poderia colocar os banhistas demasiado próximos das instalações da barragem, pelo que existia o risco de serem sugados aquando das descargas.
Em Agosto de 2014 ocorreu uma festa ilegal nas imediações da barragem, onde terão participado milhares de pessoas. Foi encerrada forçosamente pela Guarda Nacional Republicana, embora no processo tenham ficado feridos cinco agentes.
Em 2017, a situação de seca em que se encontrava a região e a ocorrência de problemas técnicos estava a dificultar o abastecimento de água por parte do Alqueva, incluindo à barragem de Odivelas. Segundo Manuel dos Reis, presidente da Associação de Beneficiários da Obra de Rega de Odivelas, ainda nesse ano a Empresa de Desenvolvimento e Infraestruturas dos Alqueva tinha-se comprometido a transferir água das albufeiras de Alqueva e Alvito para a de Odivelas, mas este acordo não estava a ser cumprido, situação que considerou como «preocupante», uma vez que poderia atingir o fornecimento de água aos regantes, numa área de cerca de 900 hectares. Acusou igualmente a empresa de «má gestão», devido à forma como estava «a sair mais água para a rega que aquela que entra enviada pela EDIA». Em resposta, o presidente da EDIA, Pedro Salema, explicou que «não era possível abastecer o sistema de rega em simultâneo e em período de seca», e que a estação de captação dos Álamos, de onde era bombada a água para irrigar os terrenos do sub-sistema do Alqueva, não tinha electrobombas suficientes para fornecer a capacidade de água requisitada.
Em 1 de Janeiro de 2020, uma autocaravana de matrícula holandesa foi destruída por um incêndio junto à barragem, tendo sido encontrado um corpo carbonizado no seu interior.